# التغييرات الاجتماعية الأولى في العصر النبوي
حدثت العديد من التغيرات الاجتماعية في عهد النبي صلى الله عليه وسلم واستمرت حتى بعد وفاته.
اتفق المؤرخون بصفة عامة سواء من المسلمين أو المستشرقين أن في عهد النبي محمد ﷺ والخلفاء الراشدين حدثت تغيرات في جميع المجالات مثل الضمان الاجتماعي وبنية الأُسرة والعبيد وحقوق النساء.
على سبيل المثال يتطرق المؤرخ لويس برنارد (Lewis Bernard) إلى هذا الموضوع قائلاً: «من أول امتيازات الإسلام هي إلغاء الأرستقراطية، ورفض التسلسل الهرمي بين البشر، وأصبحت صيغة المهنة معتمدة على المواهب. و لا تعتمد على صلة القرابة أو على المعارف».
وهناك عدة أمثلة في التاريخ الإسلامي، فعلى سبيل المثال اعتمد النبي محمد ﷺ على بلال بن رباح في أن يكون مؤذنًا للمسلمين لحسن صوته وقد كان منبوذاً في عهد العبودية قبل انتشار الإسلام لأنه عبد حبشي أعجمي من ذوي البشرة السمراء، لكن رسول الله قد كرمه.
ونرى مثال آخر في اعتماد النبي صلى الله عليه وسلم على المواهب فمثلاً أعتمد على أسامة بن زيد لقيادة المسلمين ضد الروم، فقد ولاَّه النبي -رغم صغر سنِه- قيادة جيش المسلمين المتوجه لِغزو الروم في الشام، وقال له: 
روي عن العديد من الصحابة أن رسول اللّه ﷺ قال: 
| التغييرات الاجتماعية الأولى في العصر النبوي | أن رسول الله ﷺ قال لأسامة بن زيد يا أسامة، سر على اسم الله وبركته حتى تنتهي إلى مقتل أبيك، فأوطئهم الخيل، فقد وليتك على هذا الجيش، فأغر صباحًا على أهل أُبْنَى وحرق عليهم، وأسرع السير تسبق الخبر، فإن أظفرك الله فأقلل اللبث فيهم، وخذ معك الأدلاء، وقدم العيون أمامك والطلائع صحيح البخاري | التغييرات الاجتماعية الأولى في العصر النبوي |

ثم عقد الرسول لأسامة اللواء، قائلاً: «امضِ على اسم الله». وقد اعترض بعض الصحابة ولاية هذا الغلام على المهاجرين الأولين، ولمّا عَلم رسول الله بذلك، غَضِب غضبًا شديدًا، فخرج وقد عصب على رأسه عصابة وعليه قطيفة ثم صعد المنبر فحمد الله وأثنى عليه، ثم تابع قائلاً: 
روي عن العديد من الصحابة في صحيح البخاري: 
| التغييرات الاجتماعية الأولى في العصر النبوي | أما بعد، يا أيها الناس، فما مقالة بلغتني عن بعضكم في تأميري أسامة بن زيد؟ والله لئن طعنتم في إمارتي أسامة لقد طعنتم في إمارتي أباه من قبله، وأيم الله إن كان للإمارة لخليقًا، وإن ابنه من بعده لخليق للإمارة، وإن كان لمن أحب الناس إليَّ، وإن هذا لمن أحب الناس إليَّ، وإنهما لمخيلان لكل خير، فاستوصوا به خيرًا؛ فإنه من خياركم | التغييرات الاجتماعية الأولى في العصر النبوي |

## بداية ظهور الإسلام
كانت الجزيرة العربية قبل ظهور الإسلام مجموعة من القبائل العربية والبدو الرُّحل ينتظمون في قبائل. ويعتبر الولاء للقبيلة وتحالفاتها الأساس في تنظيم المجتمع العربي (مفهوم العصبية). كانت الغالبية العظمى في مكة تؤمن بالوثنية إضافة للديانة اليهودية في يثرب والمسيحية في نجران ونجد، وكانت مكة مركزاً دينياً للعرب القادمين من كل صوب لأداء الحج إلى البيت الحرام الذي بناه النبي إبراهيم.
في هذا الجو ظهر الرسول محمد صلى الله عليه وسلم ليجهر بالإسلام الذي نادى فيه بتوحيد الله والمساواة بين السادة والعبيد وتحريم وأد البنات وغيرها من التعاليم. فغضب سادة مكة واضطهدوا الرسول واتباعه اضطهاداً شديداً حتى هاجر إلى المدينة المنورة.
وقد كتب لويس برنارد عن أهمية الانجازات التي قدمها محمد (ص) فقال:
| «وكان محمد قد حقق قدراً كبيراً من النجاح، فقد حُّول العرب من الوثنية إلى التوحيد وأيضا المعايير الأخلاقية أصبحت على مستوى أعلى بكثير بما لا يقاس على وثنيتهم القديمة، وفي القرون المتتابعة بعد ذلك كّون ملايين لا تحصى من المؤمنين ،لكنه فَعل أكثر من ذلك فقد وضع مجتمع ودولة منظمة تنظيماً جيداً بالأضافة إلى القوة العسكرية المهيبة » |

## دستور المدينة المنورة
بعد الهجرة قام النبي محمد بوضع الدستور المعروف باسم ميثاق المدينة المنورة ويٌعتبر هذا الميثاق أتفاق رسمي بين النبي صلى الله عليه وسلم وجميع القبائل المتواجدة بيثرب أضافة للأُسر الكبيرة، بما في ذلك المسلمون واليهود والوثنيين، وكان من ضمن ما نصت عليه تلك الوثيقة انهاء الصراع بين الأوس والخزرج ووضع عدد من الحقوق والواجبات لأفراد المجتمع من مسلمين ويهود ووثنيين، وكان نص ميثاق صحيفة المدينة كما يلي:
| ” | بسم الله الرحمن الرحيم. هذا كتاب من محمد النبي الأمي، بين المؤمنين والمسلمين من قريش ويثرب ومن تبعهم فلحق بهم وجاهد معهم، أنهم أمة واحدة من دون الناس، المهاجرون من قريش على ربعتهم، يتعاقلون بينهم، وهم يفدون عانيهم بالمعروف والقسط، وبنو عوف على ربعتهم، يتعاقلون معاقلهم الأولى، وكل طائفة تفدى عانيها بالمعروف والقسط بين المؤمنين. ثم ذكر كل بطن من بطون الأنصار وأهل كل دار: بنى ساعدة، وبنى جشم، وبنى النجار، وبنى عمرو بن عوف، وبنى النبيت. إلى أن قال: وإن المؤمنين لا يتركون مفرحًا بينهم أن يعطوه بالمعروف في فداء وعقل، ولا يحالف مؤمن مولى مؤمن دونه، وإن المؤمنين المتقين على من بغى منهم أو ابتغى دسيعة ظلم أو إثم أو عدوان أو فساد بين المؤمنين، وإن أيديهم عليه جميعهم، ولو كان ولد أحدهم، ولا يقتل مؤمن مؤمنا في كافر، ولا ينصر كافرا على مؤمن، وإن ذمة الله واحدة يجير عليهم أدناهم، وإن المؤمنين بعضهم موالى بعض دون الناس. وإنه من تبعنا من يهود فإن له النصر والأسوة غير مظلومين ولا متناصر عليهم، وإن سلم المؤمنين واحدة، لا يسالم مؤمن دون مؤمن في قتال في سبيل الله إلا على سواء وعدل بينهم. وإن كل غازية غزت معنا يعقب بعضها بعضا. وإن المؤمنين يبئ بعضهم بعضا بما نال دماءهم في سبيل الله، وإن المؤمنين المتقين على أحسن هدى وأقومه، وإنه لا يجير مشرك مالا لقريش ولا نفسا ولا يحول دونه على مؤمن، وإنه من اعتبط مؤمنا قتلا عن بينة فإنه قود به إلى أن يرضى ولى المقتول، وإن المؤمنين عليه كافة ولا يحل لهم إلا قيام عليه. وإنه لا يحل لمؤمن أقر بما في هذه الصحيفة وآمن بالله واليوم الآخر أن ينصر محدثا ولا يؤويه، وإنه من نصره أو آواه فإن عليه لعنة الله وغضبه يوم القيامة ولا يؤخذ منه صرف ولا عدل، وإنكم مهما اختلفتم فيه من شيء فإن مرده إلى الله عز وجل وإلى محمد صلى الله عليه وسلم. وإن اليهود ينفقون مع المؤمنين ما داموا محاربين، وإن يهود بنى عوف أمة مع المؤمنين، لليهود دينهم وللمسلمين دينهم مواليهم وأنفسهم، إلا من ظلم وأثم فإنه لا يوتغ إلا نفسه وأهل بيته. وإن ليهود بنى النجار وبنى الحارث وبنى ساعدة وبنى جشم وبنى الاوس وبنى ثعلبة وجفنة وبنى الشطيبة مثل ما ليهود بنى عوف، وإن بطانة يهود كأنفسهم، وإنه لا يخرج منهم أحد إلا بإذن محمد، ولا ينحجز على ثأر جرح، وإنه من فتك فبنفسه فتك وأهل بيته إلا من ظلم، وإن الله على أبر هذا، وإن على اليهود نفقتهم وعلى المسلمين نفقتهم، وإن بينهم النصر على من حارب أهل هذه الصحيفة، وإن بينهم النصح والنصيحة والبر دون الاثم، وإنه لم يأثم امرؤ بحليفه، وإن النصر للمظلوم، وإن يثرب حرام جوفها لأهل هذه الصحيفة، وإن الجار كالنفس غير مضار ولا آثم، وإنه لا تجار حرمة إلا بإذن أهلها. وإنه ما كان بين أهل هذه الصحيفة من حدث أو اشتجار يخاف فساده فإن مرده إلى الله وإلى محمد رسول الله، وإن الله على أتقى ما في هذه الصحيفة وأبره، وإنه لا تجار قريش ولا من نصرها، وإن بينهم النصر على من دهم يثرب، وإذا دعوا إلى صلح يصالحونه ويلبسونه فإنهم يصالحونه، وأنهم إذا دعوا إلى مثل ذلك فإنه لهم على المؤمنين، إلا من حارب في الدين، على كل أناس حصتهم من جانبهم الذى قبلهم. وإنه لا يحول هذا الكتاب دون ظالم أو آثم، وإنه من خرج آمن ومن قعد آمن بالمدينة، إلا من ظلم أو أثم، وإن الله جار لمن بر واتقى". قال ابن كثير: كذا أورده ابن إسحاق بنحوه. وقد تكلم عليه أبو عبيد القاسم بن سلام رحمه الله في كتاب الغريب وغيره بما يطول.(السيرة النبوية لابن كثير). | “ |

وفي تلك الحقبة انشأ النبي أول دولة إسلامية من حيث الدستور والحقوق الاجتماعية والحرية الدينية وأمّنَ النساء والأطفال واستقرت العلاقات القبلية في المدينة المنورة، وتحديد النظام الضريبي لدعم المجتمع، وأيضاً دفاع القبائل عن بعضهم البعض على عكس ما كانوا قبل الإسلام يصارعون بعضهم بعض.

## التغيرات الاجتماعية
لقد حارب محمد صلى الله عليه وسلم الشر الاجتماعي الموجود في مجتمعه كما وضح ذلك وليام لانجر والمؤلفون الأخرون لكتاب موسوعة تاريخ العالم فقد وصفوا محمد ﷺ بهذا الوصف وكما سوف يتضح.

### تطبيقه العملي
يرى الدكتور جون إسبوسيتو أن النبي استطاع تغيير العادات الهمجية العربية مثل الوثنية ووأد البنات والربا واستغلال الفقراء وعدم الوفاء بالعقود والزنا والسرقة، ثم يقول أيضا أن محمد ﷺ كان لديه إصرار على أن يكون كل شخص مسؤولاً شخصياً لا على القوانين العرفية القبلية لكن على القانون الإلهي الأسمى، وأن محمد صلى الله عليه وسلم أعلن برنامج شامل للإصلاح الديني والأجتماعي.

### الضمان الاجتماعي
يقول وليام مونتجومري وات (بالإنجليزية: William Montgomery Watt)‏ أن النبي محمداً كان مصلحاً أجتماعياً وأخلاقياً على حدٍ سواء. وأكد أن محمد صلى الله عليه وسلم خلق "نظام جديد للأمن الأجتماعي وبنية الأسرة على حدٍ سواء، وكان هذا قد تحسن كثيراً على ما كان عليه من قبل. وكان هذا من خلال اتخاذ ما هو الأفضل في الأخلاق وتكييفها لأستقرار المجتمعات، وقد أَسس النبي الإطار الديني والأجتماعي لِرفع مستوى الحياة للأفضل.

### حقوق النساء في العهد النبوي
للنساء اهتمام بالغ في العهد النبوى ومما يدلل على ذلك قوله صلى الله عليه وسلم: (اسْتَوْصُوا بِالنِّسَاءِ خَيْرًا) 
وقوله صلى الله عليه وسلم: (خَيْرُكُمْ خَيْرُكُمْ لأَهْلِهِ وَأَنَا خَيْرُكُمْ لأَهْلِي) 
وعَنْ مُعَاوِيَةَ بْنِ جَاهِمَةَ السُّلَمِيِّ رضي الله عنه قَال َ: أَتَيْتُ رَسُولَ اللَّهِ صَلَّى اللَّهُ عَلَيْهِ وَسَلَّمَ فَقُلْتُ: يَا رَسُولَ اللَّهِ إِنِّي كُنْتُ أَرَدْتُ الْجِهَادَ مَعَكَ أَبْتَغِي بِذَلِكَ وَجْهَ اللَّهِ وَالدَّارَ الآخِرَةَ: قَالَ: وَيْحَكَ أَحَيَّةٌ أُمُّكَ؟ قُلْتُ: نَعَمْ. قَالَ: ارْجِعْ فَبَرَّهَا. ثُمَّ أَتَيْتُهُ مِنْ الْجَانِبِ الآخَرِ فَقُلْتُ: يَا رَسُولَ اللَّهِ، إِنِّي كُنْتُ أَرَدْتُ الْجِهَادَ مَعَكَ أَبْتَغِي بِذَلِكَ وَجْهَ اللَّهِ وَالدَّارَ الآخِرَةَ، قَالَ: وَيْحَكَ ! أَحَيَّةٌ أُمُّكَ؟ قُلْتُ: نَعَمْ يَا رَسُولَ اللَّهِ. قَالَ: فَارْجِعْ إِلَيْهَا فَبَرَّهَا. ثُمَّ أَتَيْتُهُ مِنْ أَمَامِهِ فَقُلْتُ: يَا رَسُولَ اللَّهِ، إِنِّي كُنْتُ أَرَدْتُ الْجِهَادَ مَعَكَ أَبْتَغِي بِذَلِكَ وَجْهَ اللَّهِ وَالدَّارَ الآخِرَةَ، قَالَ: وَيْحَكَ ! أَحَيَّةٌ أُمُّكَ؟ قُلْتُ: نَعَمْ يَا رَسُولَ اللَّهِ. قَالَ: وَيْحَكَ الْزَمْ رِجْلَهَا فَثَمَّ الْجَنَّةُ)
وعَنْ أَبِي هُرَيْرَةَ رَضِيَ اللَّهُ عَنْهُ قَالَ: (جَاءَ رَجُلٌ إِلَى رَسُولِ اللَّهِ صَلَّى اللَّهُ عَلَيْهِ وَسَلَّمَ فَقَالَ: يَا رَسُولَ اللَّهِ، مَنْ أَحَقُّ النَّاسِ بِحُسْنِ صَحَابَتِي؟ قَالَ: أُمُّكَ. قَالَ: ثُمَّ مَنْ؟ قَالَ: ثُمَّ أُمُّكَ. قَالَ: ثُمَّ مَنْ؟ قَالَ: ثُمَّ أُمُّكَ.قَالَ: ثُمَّ مَنْ؟ قَالَ: ثُمَّ أَبُوكَ).
وقد جعل الإسلام من حق الأم على ولدها أن ينفق عليها إذا احتاجت إلى النفقة، ما دام قادرا مستطيعا، ولهذا لم يعرف عن أهل الإسلام طيلة قرون عديدة أن المرأة تُترك في دور العجزة، أو يخرجها ابنها من البيت، أو يمتنع أبناؤها من النفقة عليها، أو تحتاج مع وجودهم إلى العمل لتأكل وتشرب.
وكرم الإسلام المرأة زوجةً، فأوصى بها الأزواج خيرا، وأمر بالإحسان في عشرتها، وأخبر أن لها من الحق مثل ما للزوج إلا أنه يزيد عليها درجة، لمسئوليته في الإنفاق والقيام على شئون الأسرة، وبين أن خير المسلمين أفضلُهم تعاملا مع زوجته، وحرم أخذ مالها بغير رضاها، ومن ذلك قوله تعالى: (وَعَاشِرُوهُنَّ بِالْمَعْرُوفِ)  ، وقوله: (وَلَهُنَّ مِثْلُ الَّذِي عَلَيْهِنَّ بِالْمَعْرُوفِ وَلِلرِّجَالِ عَلَيْهِنَّ دَرَجَةٌ وَاللَّهُ عَزِيزٌ حَكِيمٌ).
وكرمها بنتا، فحث على تربيتها وتعليمها، وجعل لتربية البنات أجرا عظيماً، ومن ذلك: قوله صلى الله عليه وسلم: (مَنْ عَالَ جَارِيَتَيْنِ حَتَّى تَبْلُغَا جَاءَ يَوْمَ الْقِيَامَةِ أَنَا وَهُوَ وَضَمَّ أَصَابِعَهُ).
و عن عُقْبَةَ بْنَ عَامِرٍ رضي الله عنه قال: سَمِعْتُ رَسُولَ اللَّهِ صَلَّى اللَّهُ عَلَيْهِ وَسَلَّمَ يَقُولُ: (مَنْ كَانَ لَهُ ثَلاثُ بَنَاتٍ، فَصَبَرَ عَلَيْهِنَّ، وَأَطْعَمَهُنَّ وَسَقَاهُنَّ وَكَسَاهُنَّ مِنْ جِدَتِهِ كُنَّ لَهُ حِجَابًا مِنْ النَّارِ يَوْمَ الْقِيَامَةِ).
وكرم الإسلام المرأة أختا وعمة وخالة، فأمر بصلة الرحم، وحث على ذلك، وحرم قطيعتها في نصوص كثيرة، منها: قوله صلى الله عليه وسلم: (يَا أَيُّهَا النَّاسُ، أَفْشُوا السَّلامَ، وَأَطْعِمُوا الطَّعَامَ، وَصِلُوا الأَرْحَامَ، وَصَلُّوا بِاللَّيْلِ وَالنَّاسُ نِيَامٌ، تَدْخُلُوا الْجَنَّةَ بِسَلامٍ) 
وعَنْ النَّبِيِّ صَلَّى اللَّهُ عَلَيْهِ وَسَلَّمَ أنه قَالَ: قال اللَّهُ تعالى – عن الرحم- : (مَنْ وَصَلَكِ وَصَلْتُهُ، وَمَنْ قَطَعَكِ قَطَعْتُهُ).

وقد تجتمع هذه الأوجه في المرأة الواحدة، فتكون زوجة وبنتا وأما وأختا وعمة وخالة، فينالها التكريم من هذه الأوجه مجتمعة

### حقوق الطفل
الطفل في الإسلام هو من لم يبلغ الحلم حد البلوغ، ولا يتجاوز سِن الخامسة عشرة. أما تحديد عمره بما لا يتجاوز الثامنة عشرة كما في وثيقة حقوق الطفل الدولية، فترى أن هذا التحديد غير صحيح، وربط الإسلام سنّ الطفولة بالبلوغ أحفظ للطفل والمجتمع والدولة.
لقد سبق النبي صلى الله عليه وسلم، منظمات حقوق الطفل بأربعة عشرة قرنا من الزمان، حيث أقر للطفل من الحقوق والمميزات ما لا ينكر فضله إلا جاحد أو مكابر، فقد روي عنه صلى الله عليه وسلم، أنه قال: «كما أن لوالديك عليك حقا، كذلك لولدك».
ومن الحقوق النبوية للطفل ما يلي:
حق الطفل في أبوين كريمين
وهذا حق أقره النبي صلى الله عليه وسلم للطفل قبل أن يولد، وقبل أن يرتبط أبوه بأمه. فحسن اختيار كل من الزوجين الآخر حق من حقوق الطفل في الإسلام، كما قال النبي «تُنكَحُ المرأةُ لأربَعٍ: لِمالِها، ولحَسَبِها، ولِجَمالِها، ولِدِينِها؛ فاظفَرْ بذاتِ الدِّينِ تَرِبَت يداك». وقوله: «إِذَا خَطَبَ إِلَيْكُمْ مَنْ تَرْضَوْنَ دِينَهُ وَخُلُقَهُ فَزَوِّجُوهُ، إِلَّا تَفْعَلُوا تَكُنْ فِتْنَةٌ فِي الأَرْضِ، وَفَسَادٌ عَرِيضٌ». وقوله: «تخيروا لنطفكم فأنكحوا الأكفاء، وأنكحوا إليهم».
حق الطفل في إثبات نسبه
للطفل الحق في التمتع بنسبه الصحيح، وليس لأحد حرمانه من ذلك لمجرد شبهة عرضت إليه. وفي الحديث: أنَّ أَعْرَابِيًّا أَتَى رَسولَ اللهِ صَلَّى اللَّهُ عليه وسلَّمَ، فَقالَ: يا رَسولَ اللهِ، إنَّ امْرَأَتي وَلَدَتْ غُلَامًا أَسْوَدَ، وإنِّي أَنْكَرْتُهُ، فَقالَ له النبيُّ صَلَّى اللَّهُ عليه وسلَّمَ: هلْ لكَ مِن إبِلٍ؟ قالَ: نَعَمْ، قالَ: ما أَلْوَانُهَا؟ قالَ: حُمْرٌ، قالَ: فَهلْ فِيهَا مِن أَوْرَقَ؟ قالَ: نَعَمْ، قالَ رَسولُ اللهِ صَلَّى اللَّهُ عليه وسلَّمَ: فأنَّى هُوَ؟ قالَ: لَعَلَّهُ يا رَسولَ اللهِ، يَكونُ نَزَعَهُ عِرْقٌ له، فَقالَ له النبيُّ صَلَّى اللَّهُ عليه وسلَّمَ: وَهذا لَعَلَّهُ يَكونُ نَزَعَهُ عِرْقٌ له.
إن مواثيق حقوق الطفل الدولية لم تُشر إلى حق الطفل في أن يكون نتيجة علاقة طبيعية بين رجل وامرأة، وهذه العلاقة الشرعية هي الزواج التي تكفل للطفل حياة كريمة، وتلزم والديّ هذا الطفل برعايته والعناية به والانفاق عليه.
وكان من نتاج إهمال هذا الجانب المهم أن أهدرت حقوق ملايين الأطفال اللقطاء في العالم، لأن هذه المواثيق لم تجعل للأسرة المحضن والراعي الأساس للطفل أي مكانة أو قيمة.

### حقوق العبيد أو الرق
شجع النبي محمد أتباعه على عتق العبيد حتى لو اضطروا لشرائهم أولاً. أمر محمد أصحابه في مناسبات عديدة أن يحرروا عدد كبير من العبيد. وقد اعتق النبي صلى الله عليه وسلم بنفسه 63 عبداً كما اطلقت زوجته السيدة عائشة رضي الله عنها سراح 67 عبد. ومجموع العبيد الذين أطلقهم محمد وأصحابه رضي الله عنهم 39,237 عبداً.
ومن أبرز من حررهم النبي محمد صلى الله عليه وسلم : صفية بنت حيي بن أخطب (التي أفرج عنها ثم تزوجها) ومارية القبطية (التي أرسلها له مسؤول بيزنطي) وسيرين (أخت ماريا التي حررها محمد صلى الله عليه وسلم ثم زوجها للصحابي حسان بن ثابت وزيد بن حارثة (الذي أعتقه صلى الله عليه وسلم ثم تبناه).

## التغيرات الإقتصادية
كتب مايكل بونر (Michael Bonner) عن (محاربة القرآن للفقر) حيث قال:
| ” | القرآن قدم مخططاً لنظام جديد في المجتمع، والذي به سيعامل الفقراء أفضل من قبل. هذا قد سميته بنفسي " اقتصاد الفقر " وقد سادت في النظرية الإسلامية وممارسة حتى القرن الثالث عشر والرابع عشر. وقبله كان مفهوم الملكية تعميم وتنقيته ، في جزء منه ، من خلال جمعية خيرية ، والذي يوضح أن طريقة الإسلام متميزة في تصور الخيرية ، والكرم ، والفقر أختلف اختلافاً كبيراً عن مفهوم المسيحي الذي ينص على: " المعاملة بالمثل الدائمة بين الأغنياء والفقراء والمثل الأعلى للخيرية تعبيراً عن حب المجتمع ". يحظر القرآن النوع السيء من تداول الربا ، (وغالبا ما تفهم على أن الربا هي الفائدة) ويحفز على طرق التداول الجيدة (الزكاة والبيوع) وغيرها ، مثل الأيتام ، والآباء ، والمساكين. والمصطلح الأكثر شيوعاً هو ثالوث الفقراء ، والمساكين، وأبن السبيل. | “ |

## التغيرات في التحكيم والحقوق العامة
لقد كان العرب في الجاهلية لا يعرفون القضاء؛ لأن القضاء أحد المظاهر التي تدل على التنظيم الحكومي، ولم يكن للعرب قبل الإسلام حكومة بالمعنى الذي نعرفه للحكومات الآن، فلم تكن لهم إدارة منظمة لها السلطان الذي يخضع له الناس، وتعمل على أن يصل الحق إلى صاحبه، وتمنع أن يتعدى الناس بعضهم على البعض. وإنما كانوا بدوا أو شبه بدو يعيشون في قبائل شتى وكل قبيلة من هذه القبائل يجمع أفرادها رابطة الدم التي كانت موضع التقديس من كل عربي يعيش في شبه الجزيرة العربية.
وإنما كان في الجاهلية من يسمون بالحكام، الذين يفصلون بين الناس في الخلافات والمنازعات التي كانت تحدث بينهم في مسائل النسب، والتركات، والدماء، ولم يكن هؤلاء قضاة بالمعنى المفهوم للقضاة اليوم، بل كانوا «محكمين» يقصدهم الناس برضاهم دون إجبار من أحد، والفرق كبير بين طبيعة عمل القاضي والمحكم حيث أن : القاضي ملزم بأن يقضي فيما يرفع إليه من قضايا، وأن المدعى عليه في القضية ملزم بالخصومة والحضور أمام مجلس القاضي، وكذلك أن الأحكام التي قضى بها القاضي ملزمة لكل من المتخاصمين؛ بينما الامر في التحكيم مختلف فالحَكم أو «المُحَكم» شخص عادي ليس له صفة رسمية، يلجأ إليه الناس للفصل في منازعاتهم، فإن شاء قبل أن يقوم بهذه المهمة، وإن شاء أبى، وليس لأحد حق إجباره على هذه المهمة وفي التحكيم ليس لأحد الخصمين حقٌ في إجبار خصمه على المخاصمة والحضور أمام الحَكم والحُكم الصادر من المُحكم ليس ملزمًا لأي من الخصمين إلا إذا رضيا بذلك أو ان يكون قد اتفق كلا الطرفين على قبول الحُكم قبل بداية التحكيم.
وهناك حكام اشتهروا في الجاهلية، كالأقرع بن حابس، وجابر بن زرارة، وأكثم بن صيفي، وعبد المطلب بن هاشم، وكان هناك أيضًا حكام من النساء قد اشتهرن، مثل حذام بنت الريان وسحر بنت لقمان، وهند الإيادية.
ولكن الوضع في عهد النبوة كان غير هذا الوضوع، فالرسول محمد ﷺ كان هو المرجع للتشريع، وكان له سلطة القضاء وتطبيق النصوص التشريعية على كل ما يحدث من وقائع وتصرفات، وهي السلطة التي استمدها من الله عز وجل، فقد كان الرسول محمد ﷺ مأمورا من ربه بالحكم والفصل في الخصومات، قال الله: {فَاحْكُمْ بَيْنَهُمْ بِمَا أَنْزَلَ اللَّهُ} ، وقال الله : {فَلا وَرَبِّكَ لا يُؤْمِنُونَ حَتَّى يُحَكِّمُوكَ فِيمَا شَجَرَ بَيْنَهُمْ ثُمَّ لا يَجِدُوا فِي أَنْفُسِهِمْ حَرَجًا مِمَّا قَضَيْتَ وَيُسَلِّمُوا تَسْلِيمًا} ، فكان المسلمون يرجعون إليه ليعلمون حكم الله فيما يعرض لهم من الحوادث ومما يدل على أن رسول الله محمد ﷺ كان يقضي في القضايا بنفسه ما رواه الإمام البخاري أن رسول الله محمد ﷺ سمع خصومة بباب حجرته، فخرج إليهم، فقال: «إنما أنا بشر وإنه يأتيني الخصم فلعل بعضكم أن يكون أبلغ من بعض، فأحسب أنه صادق، فأقضي له بذلك، فمن قضيت له بحق مسلم، فإنما هي قطعة من النار، فليأخذها أو ليتركها».
وكان منصب القضاء في عهد النبوة يضاف إلى منصب الولاية العامة، التي توكل إلى شخص من الأشخاص، ليكون نائبا عن الرسول محمد ﷺ فيقوم بتعليم الناس أمور دينهم، وإفتائهم، والقضاء بينهم فيما يجد من حوادث ووقائع، وجمع الصدقات من الأغنياء، فكانت ولاية عامة لا فصل بين ولاية القضاء وغيرها من الولايات.
ومن بين أهم التغيرات اللتي طرأت في القضاء في عهد النبوة هو قوانين التوريث فعلى سيبل المثال كانت المرأةُ في الجاهلية محرومةً من الإرث، حيث كان الذكرُ فقط هو الوارثَ الوحيد، وفي حال انعدم الذكورُ فإن الميراث يذهب إلى الأعمام وكان أهل الجاهلية يقولون: لا يُعطَى إلا من قاتَل على ظهور الخيل، وطاعَن بالرمح، وضارَب بالسيف، وحاز الغنيمة، ولقد وضعت احكام وقوانين عادلة في عهد النبوة ضمنت الحقوق لاصحابها.